# Кино в деталях
«Кино́ в дета́лях» — еженедельная программа о кино, выходящая на СТС с 31 октября 2004 года.

## Описание
Первые выпуски программы вела киновед Елена Слатина, которая ранее вела похожую программу «Магия кино» на телеканале «Культура». Через некоторое время, в августе 2005 года её сменил Фёдор Бондарчук. Слатина же стала редактором программы.
Каждую неделю ведущий вместе с авторитетными, профессиональными и знаменитыми гостями — актёрами, режиссёрами и продюсерами обсуждает выходящие в прокат свежие зарубежные и российские релизы; проекты, которые находятся в производстве; актуальные кинотенденции и направления в развитии кинематографа; говорят об эстетике, творчестве, кинобизнесе и частной жизни. Студийные разговоры подкреплены сюжетами о кинопремьерах и съёмках новых фильмов, собственными репортажами с крупнейших российских и международных кинофестивалей и эксклюзивными интервью, аналитическими материалами о современных кинотрендах, рассказами о зарубежных и российских кинозвёздах.
Собеседниками Бондарчука в разных выпусках становились Оливер Стоун, Даррен Аронофски, Майкл Бэй, Кристоф Вальц, Дэниел Крейг, Тиль Швайгер. Отдельные выпуски программы Бондарчук вёл прямо со съёмочной площадки своих новых фильмов.
Задача программы не только познакомить зрителя с самыми свежими новостями и авторитетными мнениями профессионалов, но и поддержать свой национальный кинематограф. Эфир — в понедельник в 23:30 на телеканале СТС. Если на понедельник выпадает единичный праздник, то выход программы переносится на первый рабочий день недели: вторник, среду или четверг. Начиная с 20-го сезона, программа стала выходить по пятницам после полуночи.
Со второй половины июня по начало сентября программа находится в отпуске.
Программа создала собственную кинопремию под названием «Золотая деталь», которая демонстрировалась на СТС как предновогодний спецпроект программы «Кино в деталях».
С 2005 по 2011 год в рамках программы выходили дневники кинофестиваля «Кинотавр» под названием «Кинотавр в деталях».
Начиная с выпуска от 15 мая 2023 года программа выходит в студийном и графическом оформлении, созданном нейросетью Midjourney, в котором образы из советских кинофильмов представлены в стиле «стимпанк».

## Награды
- В 2019 году программа получила премию ТЭФИ в номинации «Лучший интервьюер» (Фёдор Бондарчук)[15].